# Anadia hobarti
Anadia hobarti là một loài thằn lằn trong họ Gymnophthalmidae. Loài này được La-Marca & Garcia-Perez mô tả khoa học đầu tiên năm 1990.